# Prunus murrayana
Prunus murrayana — вид квіткових рослин із підродини мигдалевих (Amygdaloideae).

## Біоморфологічна характеристика
Це кущ, 5–30(50) дм, ± шипуватий. Гілочки запушені. Листки опадні; ніжка 8–16 мм, зазвичай волосиста з обох поверхонь, зазвичай залозиста дистально; пластина від ланцетної до еліптичної або яйцеподібної форми, 3.5–7.5 × 1.5–3.5 см, краї від одно до подвійно городчасто-пилчастих, зубці тупі, залозисті, верхівка зазвичай загострена, іноді гостра, абаксіальна (низ) поверхня гола або ± волосиста вздовж середніх жилок і жилок, адаксіальна гостра. Суцвіття — 1–4-квіткові, зонтикоподібні пучки. Квіти розпускаються після появи листя; гіпантій дзвоноподібний, 2–2.5 мм, зовні запушений; чашолистки від випростаних до відігнутих, яйцеподібні, 1.5–2 мм, краї залозисто-зубчасті, абаксіальна поверхня гола чи волосиста, адаксіальна біля основи густо запушена; пелюстки білі, оберненояйцеподібні, 4–8 мм. Кістянки червоні з білими крапками, кулясті, 10–18 мм, голі; мезокарпій м'ясистий; кісточки яйцеподібні, ± сплощені. Цвітіння: березень–квітень; плодоношення: липень–серпень.

## Поширення, екологія
Ендемік Техасу, США . Діапазон висот: 500–1500 метрів. Зазвичай зустрічається в заростях, але може бути одностовбурним деревом. Зустрічається в сосново-дубово-ялівцевих або дубово-ялівцевих лісах на крутих скелястих схилах або берегах струмків, у мезиках, високих каньйонах і вздовж рядів огорож; він також зустрічається як на магматичних, так і на осадових субстратах.

## Використання
Соковиті плоди їдять сирими чи приготовленими. З листя можна отримати зелений барвник. З плодів можна отримати барвник від темно-сірого до зеленого. Prunus murrayana належить до вторинного генофонду слив Prunus cerasifera і Prunus salicina, тому її можна використовувати як донора генів для покращення врожаю.